# Montabot
Montabot – miejscowość i gmina we Francji, w regionie Normandia, w departamencie Manche.
Według danych na rok 1990 gminę zamieszkiwało 290 osób, a gęstość zaludnienia wynosiła 25 osób/km² (wśród 1815 gmin Dolnej Normandii Montabot plasuje się na 604. miejscu pod względem liczby ludności, natomiast pod względem powierzchni na miejscu 411.).